# حامد بن زايد آل نهيان
حامد بن زايد آل نهيان (1971-)، رئيس ديوان ولي عهد أبوظبي وعضو المجلس التنفيذي لإمارة أبو ظبي وهو الابن الرابع عشر من أبناء الشيخ زايد بن سلطان آل نهيانمؤسس دولة الإمارات العربية المتحدة وأول رئيس لها.

## حياته
لديه أربعة إخوة أشقاء منهم الشيخ أحمد والشيخ سيف. أخوه غير الشقيق هو الشيخ محمد بن زايد رئيس دولة الإمارات العربية المتحدة. حصل الشيخ حامد على شهادة في الاقتصاد من جامعة الإمارات، ودرجة الماجستير في اقتصاديات البترول من جامعة ويلز.

## مناصب
- بتاريخ 23 أبريل 2001، أصدر الشيخ زايد بن سلطان آل نهيان رئيس الدولة بصفته حاكماً لإمارة أبوظبي مرسوماً أميرياً بتعيين سموه رئيساً لدائرة الاقتصاد وعضواً في المجلس التنفيذي لإمارة أبو ظبي.[3]
- بتاريخ 28 مايو 2004، الشيخ خليفة بن زايد آل نهيان ولي عهد أبوظبي نائب القائد الأعلى للقوات المسلحة رئيس المجلس التنفيذي لإمارة أبوظبي مرسوماً اتحادياً بتشكيل مجلس إدارة المؤسسة العليا للمناطق الاقتصادية المتخصصة وعُين سموه رئيساً لمجلس الإدارة.[4][5]
- بتاريخ 26 يونيو 2006، أصدر الفريق أول الشيخ محمد بن زايد آل نهيان ولي عهد أبوظبي نائب القائد الأعلى للقوات المسلحة رئيس المجلس التنفيذي لإمارة أبوظبي قراراً بتشكيل مجلس أبوظبي للتطوير الاقتصادي وعُين نائباً للرئيس.[6]
- بتاريخ 18 ديسمبر 2006، أصدر الشيخ خليفة بن زايد آل نهيان رئيس الدولة بصفته حاكماً لإمارة أبوظبي مرسوماً أميرياً بتعيين سموه رئيساً لديوان ولي العهد مع استمرار سموه عضواً في المجلس التنفيذي لإمارة أبوظبي.[7]
- بتاريخ 18 مايو 2009، أصدر الشيخ خليفة بن زايد آل نهيان رئيس الدولة بصفته حاكماً لإمارة أبوظبي مرسوماً أميرياً بإعادة تشكيل مجلس إدارة شركة الاتحاد للطيران وعُين سموه رئيساً لمجلس الإدارة.[8]
- بتاريخ 14 أبريل 2010، أصدر الشيخ خليفة بن زايد آل نهيان رئيس الدولة بصفته حاكماً لإمارة أبوظبي مرسوماً أميرياً بإعادة تشكيل مجلس إدارة جهاز أبوظبي للاستثمار وتضمن المرسوم تعيين سموه عضواً منتدباً.[9]

## حياته الخاصة

### نسبه
حامد بن زايد بن سلطان بن زايد بن خليفة بن شخبوط بن ذياب بن عيسى بن نهيان بن فلاح بن هلال بن فلاح بن محمد بن سلطان بن محمد بن هلال بن جبلة بن أحمد بن إياس بن عبد الأعلم بن برسم بن الأسعد بن حبيب بن عمرو بن كاهل بن أسلم بن تدول بن تيم اللات بن رفيدة بن ثور بن كلب بن وبرة بن تغلب بن حلوان بن عمرو بن الحافي بن قضاعة.
واختُلف في نسب قضاعة:
- فقيل: هو قضاعة بن مالك بن حمير بن سبأ بن يشجب بن يعرب بن قحطان [10]
- وقيل: قضاعة بن معد بن عدنان

### عائلته
تزوج من فاطمة بنت حمد الخييلي في 24 أبريل 2002 وأنجب منها:
- زايد بن حامد آل نهيان.
- أحمد بن حامد آل نهيان.
- سيف بن حامد آل نهيان.
- موزة بنت حامد آل نهيان.